# 卡爾納奇夫卡
49°47′4″N 25°53′6″E / 49.78444°N 25.88500°E
卡爾納奇夫卡（羅馬化：Karnachivka）是烏克蘭的村落，位於該國西部捷爾諾波爾州，由克列梅涅茨區負責管轄，處於日拉克河畔，始建於1785年，面積0.59平方公里，2001年人口317。